# أليكسندر ألبون
أليكسندر ألبون (مواليد 23 مارس 1996) هو سائق تايلاندي-بريطاني يشارك في مسابقة فورمولا 1 تحت العلم التايلاندي،يشارك مع فريق  ريد بول

## روابط خارجية
- أليكسندر ألبون على موقع DriverDB.com (الإنجليزية)